# Томбус
Томбус (порт. Tombos) — муніципалітет на південному сході штату Мінас-Жерайс, Бразилія. Він розташований у регіоні Зона-да-Мата, а його населення становило приблизно 7850 жителів у 2020 році (IBGE). Місто засноване 7 вересня 1923 року.